# PHONO Festival
Phono Festival er en festival med fokus på elektronisk undergrundsmusik under temaet "Fremtidens musik fra hele verden". Phono Festival afholdes i Odense og løb af stablen første gang i 2006. 
Festivalen har altid balanceret mellem det folkelige og den eksperimenterende og excentriske del af den elektroniske musikscene. Lyden har bevæget sig langt i løbet af årene fra noise til dubstep og videre til mere rendyrket techno.  
Phono Festival har blandt andet været en af de største eksponenter i Danmark for den nordiske genre Skwee. 
Festivalen var i de tidlige år et arrangement for de få og dedikerede. I dag rammer festivalen langt bredere. 
Phono Festival vandt den Den Fynske Kulturpris i 2012 og æresprisen ved Odense Live-prisuddelingen i 2014.
Line ups:

## Lineup 2013
DJ Spinn & DJ Rashad (US),
Zombie Zombie,
Yosi Horikawa(JP),
Karenn (UK),
Emptyset (UK),
Tim Exile (UK),
Age Coin (DK),
The Durian Brothers (D),
DMX Krew (UK),
Günter Schickert & Pharoah,
Chromium (D),
Gelbart (IL),
Konditoque (DK),
Lumisokea (IT/BE),
My Panda Shall Fly (UK),
Sleep, You Restless Heart (DK),
Stargate (IT),
Felix Kubin (D)

## Lineup 2012
Robert Hood (US),
Mouse on Mars (D),
The Hacker (FR),
Gangpol & Mit (F),
Sculpture (UK),
Beastie Respond (DK),
Goodiepal (DK)
, Debruit (FR),
MMM (D),
Dopplereffekt (US),
Metamono (UK),
DZA (RUS),
Sturqen (POR),
Patten (UK),
Frak (SE),
Toblerones (FIN),
Oktronium (DK)

## Lineup 2011
T.-Raumschmiere (D)
Konev (FIN)
engine earz experiment (UK)
debmaster (FR)
Mesak (FIN)
Kelpe (UK)
Ancient methods (D)
Ben butler & mousepad (UK)
Toog (F)
Africa Hightech (AUS)
Hudson Mohawke (SKO)
Thulebasen (DK)
Birdie Nam Nam (FR)
Soundescape (DK)
Greased up (DK)
dj elephantpower (BE)

## Lineup 2010
Nero (UK)
Lazer Sword (NYC)
DJ Donna Summer (D)
LCSS vs. Revealomatic & JB (DK)
Aavikko (FIN)
Bulldogs (D)
Stian Westerhus (NO)
Litwinenko (D)
I.D. (UK)
Keatch (BE)
Papir (DK)
Oscillators of Odense (DK)
Pushthebutton present:
Pistol Disco (SWE)
Luva (SWE)
Smycken (SWE)
Flogsta danshall present:
Limonious (SWE)
Daniel Savio (SWE)
Joxaren (SWE)

## Lineup 2009
Cobra Killer (D)
Cluster (D)
Felix Kubin DJ show (D)
Le Corps mince de Françoise(FIN)
Jazzsteppa (UK)
Byetone (D)
Filastine (ES)
2000F (DK)
DeBruit (F)
Robert Logan trio (UK)
Shogun Kunitoki (FIN)
Dmitry Fyodorov (SE)
Pixel (DK)
MikkelMachineGun (DK)(aflyst)
Dødpop present:
Beatbully (NO)
Melkeveien (NO)
Sprutbass (NO) 

## Lineup 2008
Stereo total (D/F)
Huoratron (FIN)
Kap Bambino (F)
Danger (F)
Coki + Loefah (UK)
Plastician (UK)
Pinch (UK)
La Cuchina som sistema (DK)
Interzone (DK)
Genespleizer (DK)
Gargarin records presents :
Echokrank (D)
Felix Kubin DJ set (D)
Ergo Phizmiz (UK)
Pete Uhm (UK)
Escho present :
Mit nye band (DK)
Thule (DK)
Alle med balloner og terrasser (DK)
Vagn E Olsson (DK)

## Lineup 2007
Mouse on Mars (D)
Pan Sonic (FIN)
DAT Politics (F)
DJ Elephanpower (BE)
Schlammpeitziger (D)
Aelters (F)
dDAMAGE (F)
Havens Fugle (DK)
Kirsten Ketsjer(DK)
Slütspurt(DK)
Yoke Yohs (DK)
Konrad Korabwiebski(DK)
Strozqnu (DK)
Bjørn Svin (DK)
Faderhuset (DK)
Papa Stein (DK)
Interzone (DK)
Giedo Primo (DK)
Albertslund Terrorkorps (DK)
Vigilante ! (DK)
Jab micha och el (DK)

## Lineup 2006
Felix Kubin (D)
Candie Hank (D)
COH (SWE)
Bjørn Svin (DK)
Europussy (DK)
Rumpistol (DK)
Kid Kishore (IN)
Pixel (DK)
Karsten Pflum(DK)
Interzone (DK)
Teppop + B.lux (DK)
Ekkoregimet (DK)
Ultimate Combat Noise (DK)
Kirsten Ketsjer (DK)
Wäldchengarten (DK)
Pol Mod Pol (DK)
Anders og Toke (DK)
Herr Griner (DK)
Jonas Olesen (DK)
Giedo Primo (DK)
Sovjet Subliminal Seduction (DK)
Manual + Syntaks + Aerosol (DK)
Danny Kreutzfeldt (DK)
puzzleweasel (DK)
|  | Denne artikel kan blive bedre, hvis der indsættes geografiske koordinater Denne artikel omhandler et emne, som har en geografisk lokation. Du kan hjælpe ved at indsætte koordinater i wikidata. |